# Romulus (Mond)
Romulus ist der äußere und größere der beiden Monde des Hauptgürtel-Asteroiden (87) Sylvia (Cybele-Gruppe). Sein mittlerer Durchmesser beträgt rund 11 Kilometer, was etwa 1/23 des Sylvia-Durchmessers entspricht.

## Entdeckung und Benennung
Romulus wurde am 18. Februar 2001 von Jean-Luc Margot und Michael E. Brown am Keck-Observatorium II auf dem Mauna Kea auf Hawaii entdeckt. Romulus wurde bei 0,59 Bogensekunden Abstand zu Sylvia gefunden, mit einer Differenz der scheinbaren Helligkeit von 6,24 ± 0,2. Die Entdeckung wurde am 23. Februar 2001 bekanntgegeben; der Mond erhielt die vorläufige Bezeichnung S/2001 (87) 1.
2004 entdeckte das Team der Astronomen Franck Marchis (University of California, Berkeley) sowie Pascal Descamps, Daniel Hestroffer, und Jérôme Berthier (Observatoire de Paris) einen weiteren Begleiter von Sylvia, was das System zum ersten bekannten Asteroiden-Dreifachsystem anwachsen ließ.
Am 11. August 2005 wurden beide Monde dann offiziell benannt. Da Sylvia nach Rhea Silvia benannt ist, schlug das Team um Franck Marchis vor, die beiden Sylvia-Trabanten nach Romulus und Remus zu benennen, den Kindern von Rhea Sylvia und des Gottes Mars, die von einer Wölfin aufgezogen wurden. In der römischen Mythologie soll Romulus 753 v. Chr. die Stadt Rom gegründet, ihr den Namen verliehen und seinen Zwillingsbruder Remus im Zorn erschlagen haben, nachdem er erster König Roms wurde.

## Bahneigenschaften
Romulus umkreist Sylvia auf einer prograden, fast perfekten Kreisbahn in einem mittleren Abstand von 1351 Kilometern zu deren Zentrum (etwa 10,7 Sylvia-Radien). Die Bahnexzentrizität beträgt höchstens 0,007, die Bahn ist 1,7° gegenüber dem Äquator von Sylvia geneigt. Die Umlaufbahn des inneren Mondes Remus ist im Mittel etwa 650 km von Romulus’ Orbit entfernt.
Romulus umrundet Sylvia in 3 Tagen, 15 Stunden und 42 Minuten, was etwa 649,3 Umläufen in einem Sylvia-Jahr (rund 6,5 Erdjahre) entspricht. Vom Orbit von Romulus wird angenommen, dass er stabil ist, denn er liegt weit innerhalb von Sylvias Hill-Radius von 64.000 km, jedoch auch weit außerhalb des synchronen Orbits.

## Physikalische Eigenschaften
Romulus hat einen Durchmesser von 10,8 km (etwa 1/23 des Zentralkörpers), beruhend auf dem Sylvia entsprechenden angenommenen gleichen Rückstrahlvermögen von 5 %. Die Oberfläche ist damit ausgesprochen dunkel.
Ausgehend von einem mittleren Durchmesser von 10,8 km ergibt sich eine Oberfläche von etwa 366 km2, was in etwa zwischen der Fläche Maltas und dem Bundesland Bremen liegt.
Die Masse von Romulus ließ sich bislang auf 7,33 · 1014 berechnen.
Entstanden ist das System wahrscheinlich infolge einer Kollision zweier Asteroiden. Aus den großen Bruchstücken eines solchen Zusammenstoßes bildete sich demnach der große Mutterasteroid, während die Monde wahrscheinlich kleinere Trümmer der Kollision sind, die von dem neuen Asteroiden angezogen wurden. Romulus ist demnach wie der Mutterkörper vom Typ Rubble Pile; allerdings erscheint er im Spektrum von etwas blauerer Farbe.

## Erforschung
Unmittelbar nach der Entdeckung wurde das Sylvia-System mit dem Hubble-Weltraumteleskop beobachtet. Fünf Tage nach der Entdeckung konnte die Romulus vom Hubble-Team durch die Sichtbarkeit auf sechs Bildern bestätigt werden. Der zweite Mond Remus wurde dabei jedoch nicht entdeckt.
Von der Oberfläche von Romulus aus gesehen bedeckt Sylvia eine Himmelsregion von 16° × 10°, während Remus’ scheinbare Größe zwischen 0,62° und 0,19° variiert.